# 梁基大
梁基大（：／ Yang Gi-dae，1962年10月12日—），大韓民國自由派政治人物，第21屆國會議員。